# (100441) 1996 PZ7
(100441) 1996 PZ7 es un asteroide perteneciente al cinturón de asteroides, descubierto el 8 de agosto de 1996 por Eric Walter Elst desde el Observatorio de La Silla, Chile.

## Designación y nombre
Designado provisionalmente como 1996 PZ7.

## Características orbitales
1996 PZ7 está situado a una distancia media del Sol de 2,133 ua, pudiendo alejarse hasta 2,491 ua y acercarse hasta 1,774 ua. Su excentricidad es 0,168 y la inclinación orbital 0,472 grados. Emplea 1137 días en completar una órbita alrededor del Sol.

## Características físicas
La magnitud absoluta de 1996 PZ7 es 17.